# Mitologia: Wierzenia i podania Greków i Rzymian
Mitologia. Wierzenia i podania Greków i Rzymian – książka Jana Parandowskiego z pogranicza prozy fabularnej i eseju. Opublikowana została w 1924 roku. W książce tej autor omawia najważniejsze tematy mitologii starożytnych Greków i Rzymian.
Celem utworu była popularyzacja podstaw kultury antycznej wśród najmłodszych czytelników. Tekst książki charakteryzuje piękny język i prostota stylistyczna. Autor ukazuje mity w sposób wierny, lecz pozbawiony kontrowersji obyczajowych (np. przez eufemistyczne odnoszenie się do wątków homoerotycznych). Takie ujęcie mitologii pozwoliło na korzystanie z niej w edukacji szkolnej.
Temat mitologii w wersji dla dorosłych podjął też autor w książce Eros na Olimpie, zawierającą niewłączone do Mitologii wątki miłosne.